# 우울한 일요일
〈우울한 일요일(헝가리어: Szomorú Vasárnap 소모루 버샤르너프[*])은 헝가리의 피아니스트 셰레시 레죄(Seress Rezső)가 1933년에 발표한 노래이다. 많은 자살을 불러일으킨 노래로 유명하다. 원곡 가사는 전해오지 않고 리메이크 곡만이 있는데, 헝가리 정부에서 이 노래를 금지시켰기 때문이라는 말이 있다.
영어 번안곡을 1941년 빌리 홀리데이가 불러서 유명해졌다. 그밖에도 이 노래를 부른 사람에는 레이 찰스(1969), 세라 브라이트먼(2000) 등이 있다.
1999년 이를 주제가로 한 영화 《글루미 선데이》가 제작되었다.
이 곡의 작곡자 셰레시 역시 1968년에 자살했다. 많은 사람의 자살을 불러일으킨다는 이유로 라디오 방송을 금지했다는 이야기가 있으나, 아직 이에 대한 과학적인 근거는 없다.

## 같이 보기
- 베르테르 효과
- 글루미 선데이 (영화)